# L'Appel du courlis
Pour plus de détails, voir Fiche technique et Distribution.
L'Appel du courlis (Douaa al-kawrawan) est un film égyptien réalisé par Henry Barakat, sorti en 1959. 

## Synopsis
La jeune Amna a quitté son village natal pour travailler avec sa mère en ville comme domestique. Elle est témoin de la mort de sa sœur, tuée par son oncle parce qu'elle aurait déshonoré sa famille. Amna n'accepte pas la décision de son oncle et, n'étant pas capable de l'affronter, elle s'enfuit et va chercher à se venger du jeune homme qui était en relation avec sa sœur et qu'elle considère comme étant la cause de ce malheur. Amna reproche au jeune ingénieur d'avoir abandonné sa sœur et de ne lui avoir apporté aucun soutien au moment où elle avait besoin d'aide. Prétendant être une femme de ménage, elle s'installe dans la maison du jeune homme et essaie de l'empoisonner sans succès. N'ayant pas réussi à passer à l'acte et ressentant l'amour du jeune homme pour elle, elle décide de quitter la maison au moment où son oncle découvre sa cachette. Quand le jeune prend conscience qu'Amna est en danger, il prend son arme pour la défendre.

## Autour du film
Ce film, tiré d'un roman à succès de Taha Hussein, et passant de la vengeance à l'amour, dresse aussi un portrait de la société égyptienne à la fin des années 1950, celle des citadins et celle des paysans de la Haute-Égypte,. Après avoir tourné des mélodrames romantiques, Henry Barakat montre par cette  œuvre sa capacité à proposer aussi des récits plus réalistes, avec une dimension sociale plus forte.

## Fiche technique
- Titre original : Douaa al-kawrawan
- Titre français : L'Appel du courlis
- Réalisation : Henry Barakat
- Scénario : Henry Barakat, Youssef Gohar, d'après le roman éponyme de Taha Hussein paru en 1934
- Photographie : Wahid Farid
- Pays d'origine :  Égypte
- Format : noir et blanc - mono
- Durée : 109 min
- Date de sortie :  Égypte 8 octobre 1959

## Distribution
- Faten Hamama : Amna
- Ahmed Mazhar  : le jeune ingénieur
- Amina Rizk : la mère d'Amna
- Zahrat Al-oula : Hanadi, la sœur d'Amna
- Abdel Alim Khattab : l'oncle